# Droga 66K-11 (Rosja)
Droga 66K-11 – droga regionalna, znajdująca się na terytorium Rosji.

## Geografia
Droga regionalna obwodu smoleńskiego 66K-11 przebiega od drogi federalnej R120 i wsi Olsza, przez Diemidow i Wieliż, do granicy z obwodem pskowskim (w kierunku Uswiatów i Newela).